# Il sogno di ogni donna
Il sogno di ogni donna (Every Woman's Dream), conosciuto anche con il titolo Doppia faccia, è un film per la televisione statunitense del 1996 diretto da Steven Schachter ed interpretato da Jeff Fahey e Kim Catrall, è tratto dal romanzo di Karen Kingsbury, a sua volta basato su un fatto realmente accaduto.
Trasmesso negli Stati Uniti il 15 ottobre 1996 sulla rete CBS, in Italia è andato in onda in prima visione su Rai 1 il 19 marzo 1997.

## Trama
Mitch Parker è un politico di successo, sposato con Liz, cui però nasconde la sua bigamia essendo sposato anche con Candy. Per mantenere uno stato di normalità finge due personalità, un agente CIA di fronte alla prima moglie e un miliardario sempre impegnato, e sopravvissuto ad un male incurabile, di fronte alla seconda.
Resa sospettosa dalle continue scuse accampate da Mitch per nascondere la prima moglie, Candy decide di indagare sul conto del marito, scoprendo la realtà e mettendo Mitch di fronte alle sue bugie. Lasciato prima da Candy e poi anche da Liz, che tenta di portarsi via i figli, Mitch uccide la prima moglie sotto gli occhi di un vicino, testimone incredulo della vicenda. Si scoprirà poi che Mitch era affetto da un disturbo mentale che gli creava un bisogno morboso di affetto e una tendenza patologica a mentire.